# Cámara de televisión de alta definición
Una cámara de alta definición y fidelidad, es un tipo de cámaras que se utilizan tanto en aplicaciones científicas como industriales que requieran una gran calidad de imagen. Acostumbran a tener una salida digital que proporciona 12 o 14 bits por píxel. 
Proporcionan una serie de prestaciones como: mayor rango dinámico, mejor eficiencia cuántica, bajo nivel de ruido, precisión subpixel, estabilidad en tiempo y temperatura, entre otras.
Las cámaras de alta definición proporcionan resoluciones desde 1024 x 1024 píxels hasta 4000 x 3000 píxels.
Algunas cámaras de alta fidelidad también están diseñadas para capturar imágenes en condiciones de muy baja iluminación. Para ello utilizan el sistema denominado “back iluminated”. La luz entra normalmente en el CCD frontalmente e incide en los sensores.
Para mejorar la iluminación estos sensores están cubiertos con polisilicio que es transparente a la longitudes de onda altas pero que es opaca a las longitudes de onda más cortas de 400 nm. Es posible mediante ciertas técnicas reducir el espesor del CCD hasta
aproximadamente 10 micras y focalizar la imagen no en la parte frontal del CCD sino en la parte trasera. Este tipo de CCD tiene más del doble de Eficiencia Cuántica que los sensores
convencionales y pueden captar longitudes de onda desde rayos X, hasta el infrarrojo cercano.
- Datos: Q5795803